# ウィッシュマスター
『ウィッシュマスター』（Wishmaster）は、2000年7月18日に発表されたナイトウィッシュの3枚目のアルバム。日本盤は7月19日発売。

## 収録曲
1. シー・イズ・マイ・シン She Is My Sin  - 4:46
2. ザ・キンスレイヤー The Kinslayer  - 3:59
3. カム・カヴァー・ミー Come Cover Me  - 4:34
4. ワンダーラスト Wanderlust  - 4:50
5. トゥ・フォー・トラジディー Two for Tragedy  - 3:50
6. ウィッシュマスター Wishmaster  - 4:24
7. ベアー・グレイス・ミザリー Bare Grace Misery  - 3:41
8. クラウンレス Crownless  - 4:28
9. ディープ・サイレント・コンプリート Deep Silent Complete  - 3:57
10. デッド・ボーイズ・ポエム Dead Boy's Poem  - 6:47
11. ファンタスミック FantasMic  - 8:27
12. スリープウォーカー Sleepwalker（ボーナス・トラック）- 2:55

## 主な参加ミュージシャン
- ターヤ・トゥルネン Tarja Turunen - ボーカル
- ツォーマス・ホロパイネン Tuomas Holopainen - キーボード
- エンプ・ヴオリネン Emppu Vuorinen - ギター
- ユッカ・ネヴァライネン Jukka Nevalainen - ドラムス
- サミ・ヴェンスケ Sami Vanska - ベース・ギター